# Labrum

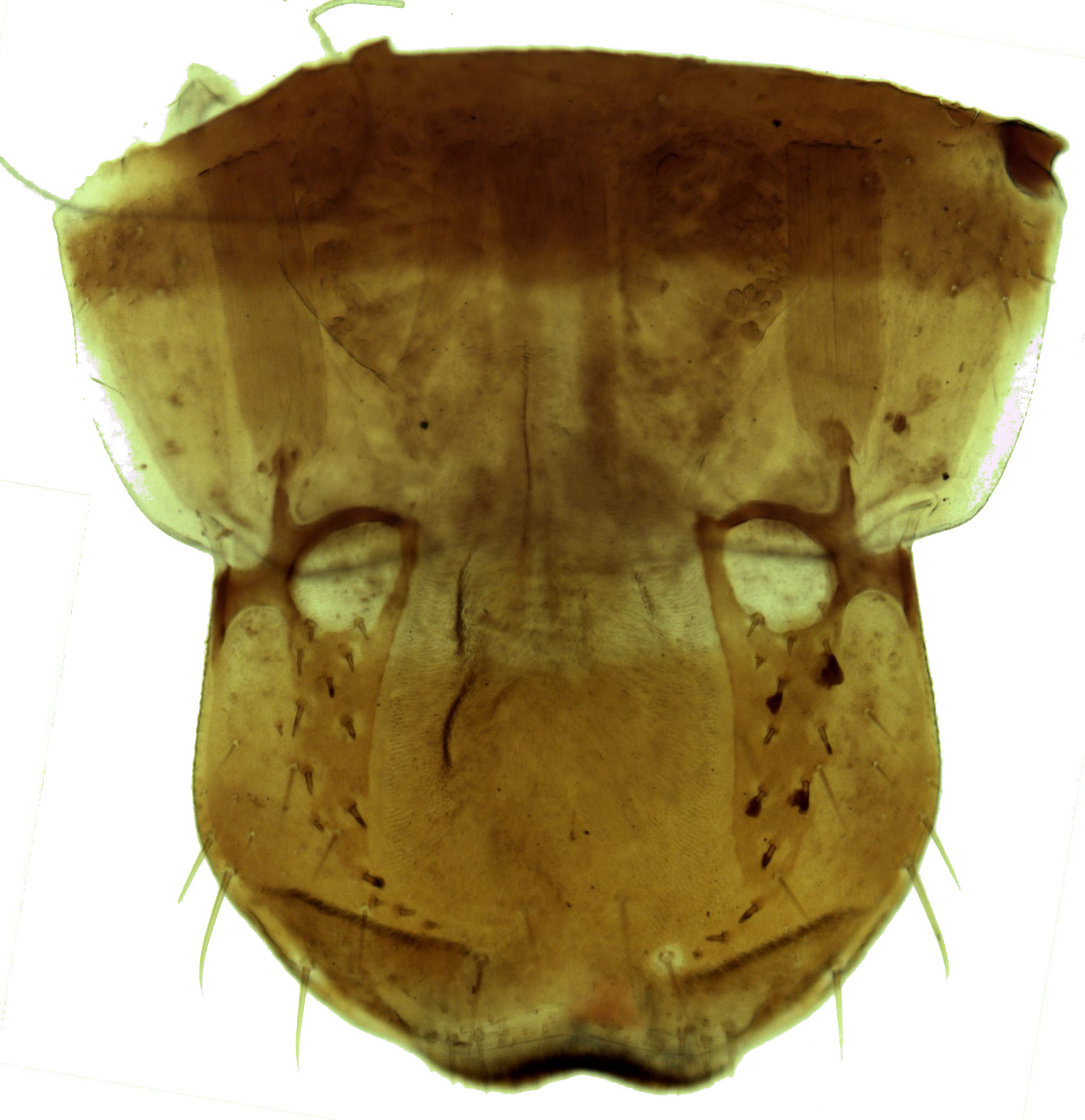
Labrum der Amerikanischen Großschabe (Periplaneta americana)

Das Labrum (Plural Labren oder Labra) ist die Oberlippe bestimmter Gliederfüßer, vor allem der Krebstiere und Insekten. Es stellt den vorderen Abschluss der Mundwerkzeuge dar. Meist ist es als Platte ausgebildet und liegt unpaar unterhalb der Stirn (Clypeus), mit der es bei vielen Insekten auch verwachsen sein kann (Clypeolabrum). Eine Homologie mit Extremitäten besteht nicht.
Das lateinische Wort labrum „Lippe“, „Rand“ ist verwandt mit lat. labium (siehe Labium) und mit deutsch Lippe.

## Andere Bedeutungen
Anatomie
- Das Labrum glenoidale ist die Knorpellippe am Schulterblatt
- Das Labrum acetabuli ist die Knorpellippe der Hüftgelenkspfanne, siehe Acetabulum

Römische Antike
Die Römer nannten auch ein Wasserbecken oder eine Badewanne labrum, siehe zur griechischen Entsprechung Luterion. Das Wort labrum ist in diesem Fall durch Zusammenziehung aus lavabrum „Badewanne“ entstanden (von lat. lavare waschen).
Religiöse Kunst
Bezeichnung für gemalte Heiligentafeln, die z. B. bei Prozessionen und anderen feierlichen Anlässen mitgetragen wurden. Vermutlich ist die plattenartige Form, die an Kauplatten von Insekten erinnert, die Ursache für die Namensgebung.
Pflanzenname
Labrum veneris stand wie Virga pastoris für verschiedene Distelarten (Dipsacus-Arten).